# Frontier Airlines

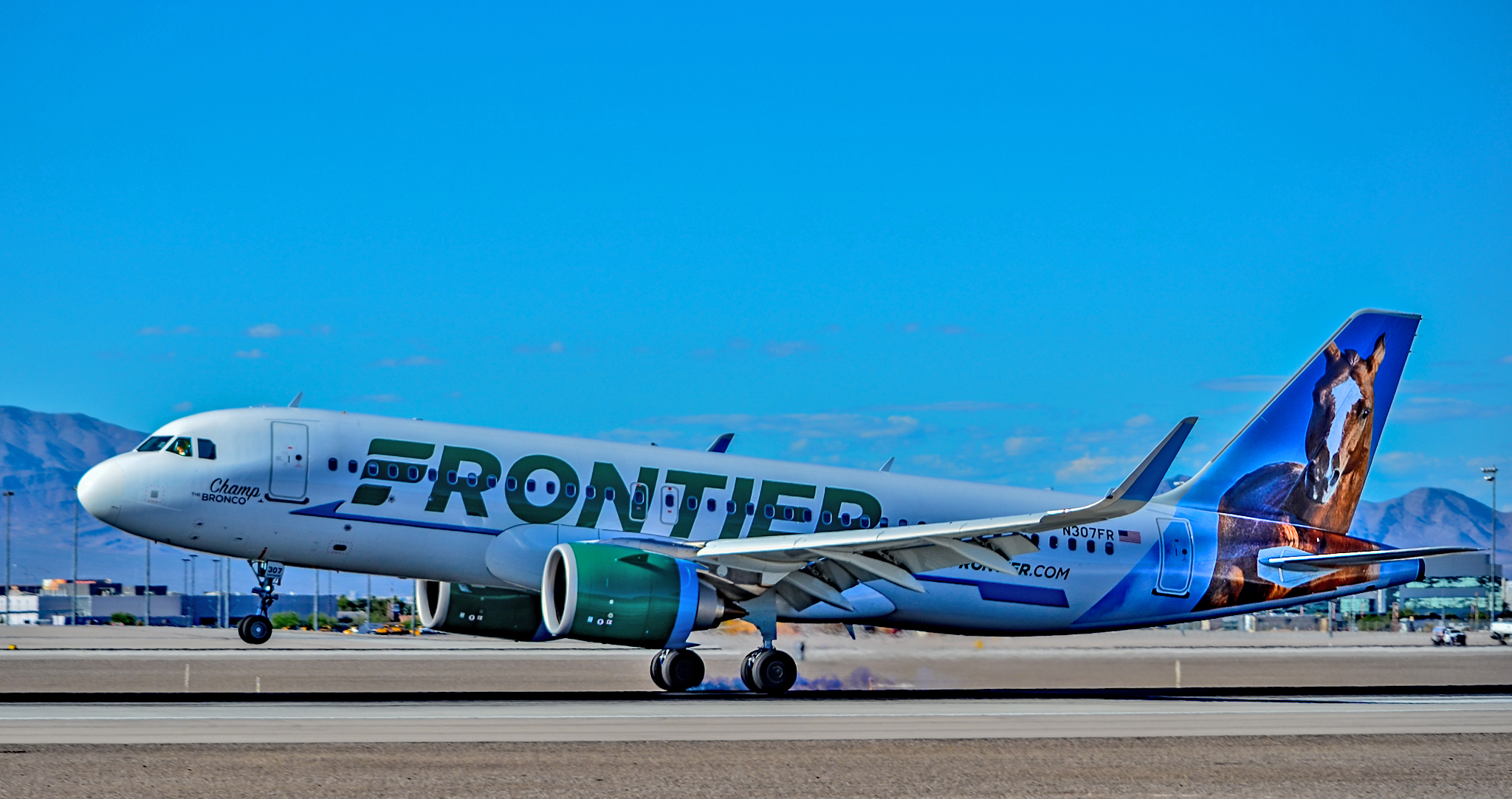
Airbus A320neo linii na lotnisku w Las Vegas

Frontier Airlines – amerykańska tania linia lotnicza z siedzibą w Denver, w stanie Kolorado. Obsługuje połączenia krajowe, do Meksyku oraz do Kanady. Głównym hubem jest Port lotniczy Denver.

## Flota
Według stanu na marzec 2025 flota Frontier Airlines składała się ze 161 samolotów o średnim wieku 4,8 lat:
| Samolot         | Samolot | Samolot   | Liczba miejsc | Liczba miejsc | Uwagi |
| Model           | Aktywne | Zamówione | E             | Łącznie       | Uwagi |
| --------------- | ------- | --------- | ------------- | ------------- | ----- |
| Airbus A320-200 | 8       | -         | 180           | 180           |       |
| Airbus A320neo  | 82      | -         | 186           | 186           |       |
| Airbus A321-200 | 21      | -         | 230           | 230           |       |
| Airbus A321neo  | 50      | 8         | 240           | 240           |       |
| Łącznie         | 161     | 8         |               |               |       |